# Vör
Vör is de tiende Asin in de Noordse mythologie. Ze is zo wijs en nieuwsgierig dat men niets voor haar verbergen kan. Er bestaat een gezegde dat een vrouw datgene wat ze te weten komt ‘gewaar’ wordt.
| Tíunda Vör, hon er ok vitr ok spurul svá at engi hlut má hana leyna. Þat er orðtak at kona verði vör þess er hon verðr vís. | "De tiende is Vör: ze is wijs met zoekende geest, zodat niemand iets voor haar verborgen kan houden; er is een gezegde dat een vrouw 'gewaar' wordt wat haar wordt bijgebracht." |  |
Behalve dit vers uit de Proza Edda is weinig over haar bekend.